# Erioptera (Erioptera) quadricincta
Erioptera (Erioptera) quadricincta is een tweevleugelige uit de familie steltmuggen (Limoniidae). De soort komt voor in het Neotropisch gebied.